# Pankraz Freitag
Pankraz Freitag (Glarus, 12 december 1952 - Haslen, 5 oktober 2013) was een Zwitsers wiskundige en politicus voor de Vrijzinnig-Democratische Partij.De Liberalen (FDP/PLR) uit het kanton Glarus.

## Biografie

### Opleiding
Pankraz Freitag studeerde wiskunde aan de Universiteit van Zürich.

### Politicus
Van 1994 tot 1998 zetelde Freitag in de Landraad van Glarus. Vervolgens zetelde hij van 1998 tot 2008 in de Regeringsraad van Glarus. Vervolgens was hij van 3 maart 2008 tot zijn overlijden op 5 oktober 2013 lid van de Kantonsraad. 

### Overlijden
Freitag overleed onverwacht in functie op 60-jarige leeftijd. Zijn opvolger als Kantonsraadslid uit Glarus was Thomas Hefti. Freitag was op het moment van zijn overlijden stemopnemer in de Kantonsraad, waardoor hij overeenkomstig de gebruiken in de Kantonsraad voorzitter zou zijn geworden in de periode 2015-2016. Zowel Raphaël Comte als Freitags opvolger Thomas Hefti verwezen naar hem in hun redevoeringen na hun respectievelijke verkiezingen tot Kantonsraadsvoorzitter in 2015 en 2021.

## Trivia
- In het Zwitserse leger had hij de graad van sergeant.